# Mary Badham
Mary Badham (ur. 7 października 1952 w Birmingham) – amerykańska aktorka dziecięca i konserwatorka dzieł sztuki. Nominowana do nagrody Akademii Filmowej za drugoplanową rolę w filmie Zabić drozda (1962). 

## Życiorys
Rola Jean Louise Finch w Zabić drozda, będąca jej debiutem aktorskim, przyniosła młodej aktorce, prócz popularności, nominację do najważniejszej nagrody filmowej - Oscara. W chwili nominacji była najmłodszą kobietą kiedykolwiek nominowaną do tej nagrody (miała wówczas 10 lat i 4 miesiące), do dziś nominację zdobyła tylko jedna młodsza od niej aktorka - Tatum O’Neal, nominowana (i nagrodzona) w 1974 za rolę w filmie Papierowy księżyc (w chwili ogłoszenia nominacji była o miesiąc młodsza od Mary).
Wielka rola była jednocześnie początkiem końca kariery młodej gwiazdy. Wystąpiła w jeszcze dwóch filmach, pojawiła się gościnnie w dwóch serialach telewizyjnych (m.in. w ostatnim odcinku kultowej serii Strefa mroku) i, w 1966 roku, zaledwie trzy lata po sukcesie Zabić drozda, oficjalnie zakończyła karierę. Na ekrany powróciła tylko raz, w 2005 roku, grając małą rolę w filmie Our Very Own.
Obecnie Mary Badham pracuje, wspólnie z mężem, w jednej ze szkół w Alabamie. Napisała również książkę, w której opisuje swoje wspomnienia z planu Zabić drozda oraz wieloletnią przyjaźń z gwiazdą filmu, zmarłym w 2003 aktorem, Gregorym Peckiem.

## Filmografia
- 2005 Our Very Own ... Mrs. Nutbush
- 1966 Let's Kill Uncle ... Chrissie
- 1966 Przeznaczone do likwidacji ... Willie Starr
- 1964 Strefa mroku ... Sport Sharewood (gościnnie)
- 1963 Dr Kildare (serial TV) ... Cara Sue (gościnnie)
- 1962 Zabić drozda ... Jean Louise 'Scout' Finch